# SCYCS
SCYCS war eine fünfköpfige deutsche Rockband aus Magdeburg. Ihr Stil entwickelte sich von Punk-Wurzeln hin zu energiegeladenem, melodiösem Pop-Rock.

## Geschichte
Die 1993 gegründete Band gewann 1997 nach mehreren Musikerwechseln den zweiten Platz beim F6 Music Award, einem großen ostdeutschen Nachwuchswettbewerb. Im November desselben Jahres produzierten sie ihren Hit Next November. In Folge traten sie als Vorgruppe von Eros Ramazzotti und Peter Maffay auf und hatten Gastauftritte in den TV-Seifenopern Gute Zeiten, schlechte Zeiten und Unter uns.
Mit dem 1999 produzierten Debütalbum Pay TV gingen sie in den folgenden Jahren auf Tournee (über 250 Konzerte) und brachten 2000 mit WEA-Records ihr zweites Album Honeydew mit dem Hit Radiostar heraus, der es bis in die Top Ten der Airplaycharts schaffte.
Im Frühjahr 2003 erschien bei HEARTDISCOrecords das Album Play it Loud, mit der Singleauskopplung Music. Ein für das Jahr 2006 geplantes Album erschien nicht mehr.

## Diskografie

### Studioalben
| Jahr | Titel    | Höchstplatzierung, Gesamtwochen, AuszeichnungChartplatzierungen (Jahr, Titel, Platzierungen, Wochen, Auszeichnungen, Anmerkungen) | Höchstplatzierung, Gesamtwochen, AuszeichnungChartplatzierungen (Jahr, Titel, Platzierungen, Wochen, Auszeichnungen, Anmerkungen) | Höchstplatzierung, Gesamtwochen, AuszeichnungChartplatzierungen (Jahr, Titel, Platzierungen, Wochen, Auszeichnungen, Anmerkungen) | Anmerkungen                        |
| Jahr | Titel    | DE | AT | CH | Anmerkungen                        |
| ---- | -------- | --- | --- | --- | ---------------------------------- |
| 1999 | Pay TV   | DE23 (4 Wo.)DE | — | — | Erstveröffentlichung: April 1999   |
| 2000 | Honeydew | DE70 (1 Wo.)DE | — | — | Erstveröffentlichung: Oktober 2000 |

Weitere Veröffentlichungen
- 2002: Time-Lapse
- 2003: Play it Loud

### Singles
| Jahr | Titel Album          | Höchstplatzierung, Gesamtwochen, AuszeichnungChartplatzierungen (Jahr, Titel, Album, Platzierungen, Wochen, Auszeichnungen, Anmerkungen) | Höchstplatzierung, Gesamtwochen, AuszeichnungChartplatzierungen (Jahr, Titel, Album, Platzierungen, Wochen, Auszeichnungen, Anmerkungen) | Höchstplatzierung, Gesamtwochen, AuszeichnungChartplatzierungen (Jahr, Titel, Album, Platzierungen, Wochen, Auszeichnungen, Anmerkungen) | Anmerkungen                          |
| Jahr | Titel Album          | DE | AT | CH | Anmerkungen                          |
| ---- | -------------------- | --- | --- | --- | ------------------------------------ |
| 1998 | Next November Pay TV | DE14 (14 Wo.)DE | AT23 (8 Wo.)AT | CH24 (4 Wo.)CH | Erstveröffentlichung: Oktober 1998   |
| 1999 | Grounded Pay TV      | DE68 (3 Wo.)DE | — | — | Erstveröffentlichung: Februar 1999   |
| 2000 | Radiostar Honeydew   | DE68 (9 Wo.)DE | — | — | Erstveröffentlichung: September 2000 |

Weitere Singles
- 1999: Underwaterlovesong